# Terminal Lapa
O Terminal Lapa é um terminal de ônibus da cidade de São Paulo. Localiza-se na região oeste da cidade, sendo atendido por 30 linhas distribuídas em 7015 m².  Foi inaugurado em 13 de dezembro de 2003, juntamente com o Terminal Pirituba e o corredor de ônibus ligando os dois bairros ao centro. Estes construídos na gestão da então prefeita Marta Suplicy. A construção coube à empreiteira Paulitec, sendo os projetos coordenados pela empresa Oficina Consultores Associados e o projeto de arquitetura de autoria da empresa Núcleo de Arquitetura. O terminal é anexo à Estação Lapa da Linha 8-Diamante do Trem Metropolitano.
O projeto do Terminal Lapa foi um dos 5 finalistas brasileiros do Prêmio Latino-Americano de Arquitetura Rogelio Salmona (2014).